# 高大坪镇
高大坪镇，是中华人民共和国贵州省遵义市仁怀市下辖的一个乡镇级行政单位。
2015年12月8日，贵州省人民政府批复同意仁怀市部分乡镇行政区划调整，新设置的高大坪镇行政区域为原高大坪乡除尧坝村外的地域，镇人民政府驻地不变。

## 行政区划
高大坪镇下辖以下地区：
高坪村、银水村、青峰村、光华村、坪营村、排头村、桅杆村、龙源村和水堰村。